# 双锯齿玄参
双锯齿玄参（学名：Scrophularia yoshimurae），又名双锯叶玄参，为玄参科玄参属下的一个种。

## 扩展阅读
- 維基物種上的相關：双锯齿玄参